# Nicolas I Magon de La Chipaudière
Pour les autres membres de la famille, voir Famille Magon.
Nicolas I Magon, seigneur de la Chipaudière (né à Saint-Malo le 9 juillet 1644, et mort dans la même ville le 26 mars 1740), membre de la famille Magon, est un armateur français.

## Biographie
Nicolas Magon I de la Chipaudière est le fils cadet de Nicolas Magon de la Lande (1605-1661) et de son épouse Perrine Grout. Il est de ce fait le frère cadet de Jean Magon de la Lande. 
Armateur et négociant, il exerce les fonctions de capitaine du guet puis celle de connétable de la ville (de 1674 à 1695) et enfin de colonel de la Milice bourgeoise jusqu'en 1724. Il contribua par d'importantes sommes sur sa propre fortune aux défenses de la ville, notamment à l'agrandissement des remparts de la cité malouine. Il entretient une relation d'amitié avec Garangeau et Vauban, qui sollicite et obtient pour lui des lettres de noblesse,.
Le 12 janvier 1676 il épouse à Saint-Malo Françoise Thérèse Éon du Vieux-Chastel (morte en 1688), fille de  Julien Éon, seigneur de La Ville-Bague, et de Servanne Frotet, dame du Vieuxchastel, dont :
- Nicolas Magon de la Gervaisais ;
- Jean-Baptiste Magon de Giclais ;
- Julien Magon de la Gayeule né en 1687.

La postérité de ses deux fils ainés est à l'origine des familles Magon de la Gervaisais, Magon de Giclais, Magon de Boisgarin et des actuels propriétaires de la Malouinière de la Chipaudière.

## Sources
- Ernest Le Barzic, À Saint-Malo les Magons, Édition réimprimée Découvrance, 1974  (ISBN 9782842652029).
- André Lespagnol, Messieurs de Saint-Malo: Une élite négociante au temps de Louis XIV, Volume 1, Presses universitaires de Rennes, 1997